# Exeter
Exeter (/ˈɛksɪtər/ ⓘ) là một thành phố nhà thờ chính tòa ở Devon, nước Anh, với dân số 129,800 (ước tính giữa năm 2016). Thành phố nằm bên sông Exe khoảng 37 dặm (60 km) về phía đông bắc Plymouth và 70 dặm (110 km) về phía tây nam của Bristol. Đây là hạt lỵ của Devon, và trụ sở của Hội đồng hạt Devon.
Exeter là khu định cư có thành trì nằm xa ở phía tây nam nhất của La Mã ở Anh, mặc dù có bằng chứng cho thấy một bộ tộc người Anh tồn tại ở Exeter trước cuộc xâm lăng của La Mã. Exeter trở thành một trung tâm tôn giáo trong thời Trung Cổ và vào thời kỳ Tudor: Nhà thờ chính tòa Exeter, được thành lập vào giữa thế kỷ 11, trở thành nhà thờ Anh giáo trong quá trình Cải cách Anh Quốc vào thế kỷ 16. Vào cuối thế kỷ 19, Exeter đã trở thành một trung tâm giàu có cho việc buôn bán len, mặc dù trong Thế chiến I, thành phố đã bị suy giảm. Sau thế chiến thứ hai, nhiều trung tâm thành phố được xây dựng lại và hiện nay được coi là trung tâm kinh doanh và du lịch hiện đại ở Devon và Cornwall.
Khu hành chính của Exeter có địa vị của một huyện không thuộc vùng đô thị thuộc quyền quản lý của Hội đồng Hạt.

## Tên gọi
Tên gọi hiện đại của Exeter là một sự phát triển của từ Escanceaster trong tiếng Anh cổ, một dạng Anh hóa của sông mà ngày nay mang tên Exe và hậu tố tiếng Anh cổ -ceaster, được sử dụng để đánh dấu các pháo đài và thành thị quan trọng. (tên tiếng Wales của thành phố, Caerwysg, cũng có nghĩa là "pháo đài trên sông Exe".) Cái tên "Exe" là một cái tên Brittonic —nghĩa là "nước" hay chính xác hơn, nghĩa là "đầy ắp cá" (trong tiếng Wales, pysg, là "cá" (số nhiều))—cũng xuất hiện trong tên của Axe và Esk ở Anh và sông Usk (tiếng Wales: Wysg) ở Wales.